# Chironomus suzukii
Chironomus suzukii är en tvåvingeart som först beskrevs av Matsurmura 1916.  Chironomus suzukii ingår i släktet Chironomus och familjen fjädermyggor. Inga underarter finns listade i Catalogue of Life.